# Signore dei dischi
Signore dei dischi è un album del gruppo rock demenziale italiano Skiantos pubblicato su etichetta RTI Music nel 1992.

## Il disco
Signore dei dischi è stato prodotto da Guido Elmi. L'etichetta di proprietà di Silvio Berlusconi sembra l'unica ad interessarsi agli Skiantos, ma la collaborazione tra RTI Music e il gruppo durerà l'arco di soli due album.
Il videoclip del brano Signore dei dischi vede la partecipazione di Alba Parietti.

## Tracce
1. Signore dei dischi
2. Ti disprezzo profondamente
3. Italiano terrone che amo
4. Sono i fatti che contano
5. Calpesta il paralitico
6. Lamento di uno spacciatore
7. La bestia
8. Getta la mamma dal treno
9. Non hai vinto ritenta
10. Nostalgia della miseria
11. Non sopporto il capodanno
12. La fattanza (live)

## Formazione
- Roberto "Freak" Antoni – voce
- Fabio "Dandy Bestia" Testoni – chitarra elettrica, cori
- Marco "Marmo" Nanni – basso
- Sandro "Belluomo" Dall'Omo – tastiere
- Roberto "Granito" Morsiani – batteria
- Luca Testoni e Nando Bonini – chitarre e cori